# Aholiab
Aholiab (Hebreeuws: אָהֳלִיאָב) is de man die in Exodus 31:1-6 en 35:30-35 genoemd wordt als de assistent van Bezaleël bij het bouwen van het tabernakel, de draagbare tempel die Mozes in opdracht van God liet bouwen volgens de instructies die hij ontvangen had op de berg Sinaï. 
De naam "Aholiab" betekent: "tent van de Vader". Hij was van de stam van Dan en een zoon van Ahisamach. Aholiab was een meester in het weven en borduren (Exodus 38:23). In Exodus vindt men een omstandige beschrijving van de vervaardiging van de verschillende onderdelen van het tabernakel en de priesterkleding (Exodus 36:1 tot 39:31).